# Kaya İlhan
Kaya İlhan (geb. 1927 in Istanbul; gest. 3. Oktober 2013 in Bebek) war eine türkische Balletttänzerin und die erste Ballerina der Türkei.
Ihre Eltern waren Hayrettin und Nimet, ihre Geschwister Fahrettin, Mehpare, Turan, Türkan und Solmaz. Im Jahr 1938 begann İlhan mit dem Tanzen. İlhan war die erste Ballettstudentin des Staatlichen Konservatoriums Ankara der Hacettepe-Universität. Nach dem Studium war İlhan die erste Ballerina an der  Staatsoper Ankara. İlhan lernte Choreographie und Inszenierung bei Sadler’s Wells in London und studierte Modernes Tanztheater in den USA. Nach ihrer Rückkehr in die Türkei unterrichtete Kaya İlhan lange Zeit Tanz und Theater an der Mimar Sinan Universität der schönen Künste.  İlhan starb 2013 in Bebek und wurde auf dem Aşiyan-Friedhof beigesetzt.
Ihre Nichte war die Schauspielerin Çolpan İlhan.

## Quelle
- Büyük Larousse Sözlük ve Ansiklopedisi, Bd. 13, s.v. KAYA (İlhan)

## Weblink
- Nachruf auf anatoliaturknews.com (englisch)

| Personendaten    | Personendaten                                                |
| ---------------- | ------------------------------------------------------------ |
| NAME             | İlhan, Kaya                                                  |
| KURZBESCHREIBUNG | türkische Balletttänzerin und die erste Ballerina der Türkei |
| GEBURTSDATUM     | 1927                                                         |
| GEBURTSORT       | Istanbul                                                     |
| STERBEDATUM      | 3. Oktober 2013                                              |
| STERBEORT        | Bebek                                                        |